# Copa J. League 2007
La Copa J. League 2007, también conocida como Copa Yamazaki Nabisco 2007 por motivos de patrocinio, fue la 32.ª edición de la Copa de la Liga de Japón y la 15.ª edición bajo el actual formato.
El campeón fue Gamba Osaka, tras vencer en la final a Kawasaki Frontale. Por lo mismo, se clasificó al Campeonato Pan-Pacífico de Clubes 2008 y disputó la Copa Suruga Bank 2008 ante Arsenal de Argentina, campeón de la Copa Sudamericana 2007.

## Formato de competición
Básicamente se ha seguido la reglamentación del año anterior. Sin embargo, en la Liga de Campeones de la AFC 2006 uno de los dos representantes de Japón, Tokyo Verdy 1969, pertenecía a la segunda división en ese momento. De esta forma, en la Copa J. League de ese año fueron 17 los conjuntos que afrontaron la fase de grupos.
- Formaron parte del torneo los 18 equipos que participaron de la J. League Division 1 2007.
  - Urawa Red Diamonds y Kawasaki Frontale, clasificados para la Liga de Campeones de la AFC 2007, estuvieron exentos de participar en la fase de grupos e ingresaron directamente a cuartos de final.
- Fase de grupos: se fijó el 21 de marzo para el inicio de la participación de los restantes 16 equipos, que fueron divididos en cuatro grupos de cuatro clubes cada uno. De esta manera, cada cuadro debió disputar seis juegos en total -tres de local y tres de visitante-.
  - El sorteo de cada grupo se determinó sobre la base de las posiciones de la liga de la temporada anterior.
  - Los cuatro ganadores de grupo junto con los dos mejores segundos avanzaron a la fase final del torneo.
- Fase final: se llevó a cabo entre los seis clubes provenientes de la primera fase junto con Urawa Red Diamonds y Kawasaki Frontale.
  - El sorteo estuvo determinado de manera pública para cada uno de los cuartos de final y las semifinales.
  - En cuartos de final y semifinales se enfrentaron en serie de dos partidos, a ida y vuelta. En caso de igualdad en el total de goles, se aplicaría la regla del gol de visitante y si aún persistía el empate se realizaría una prórroga, en donde ya no tendrían valor los goles fuera de casa. De continuar la igualdad en el marcador global, se realizaría una tanda de penales.
  - La final se jugó a un solo partido. En caso de empate en los 90 minutos se haría una prórroga; si aún persistía la igualdad se ejecutaría una tanda de penales.

## Calendario
| Etapa          | Ronda            | Ida                    | Vuelta                   | Observaciones                                                                             |
| -------------- | ---------------- | ---------------------- | ------------------------ | ----------------------------------------------------------------------------------------- |
| Fase de grupos | Fecha 1          | 21 de marzo de 2007    | 21 de marzo de 2007      | Sin observaciones                                                                         |
| Fase de grupos | Fecha 2          | 25 de marzo de 2007    | 25 de marzo de 2007      | Sin observaciones                                                                         |
| Fase de grupos | Fecha 3          | 4 de abril de 2007     | 4 de abril de 2007       | Sin observaciones                                                                         |
| Fase de grupos | Fecha 4          | 11 de abril de 2007    | 11 de abril de 2007      | Sin observaciones                                                                         |
| Fase de grupos | Fecha 5          | 9 de mayo de 2007      | 9 de mayo de 2007        | Sin observaciones                                                                         |
| Fase de grupos | Fecha 6          | 23 de mayo de 2007     | 23 de mayo de 2007       | Sin observaciones                                                                         |
| Fase final     | Cuartos de final | 7 y 8 de julio de 2007 | 14 y 15 de julio de 2007 | Inicio de participación de los equipos clasificados a la Liga de Campeones de la AFC 2007 |
| Fase final     | Semifinales      | 10 de octubre de 2007  | 13 de octubre de 2007    | Participación de los ganadores de los cuartos de final                                    |
| Fase final     | Final            | 3 de noviembre de 2007 | 3 de noviembre de 2007   | Participación de los ganadores de las semifinales                                         |

## Fase de grupos

### Grupo A
| Equipo              | Pts | PJ | PG | PE | PP | GF | GC | DG |
| ------------------- | --- | -- | -- | -- | -- | -- | -- | -- |
| Sanfrecce Hiroshima | 12  | 6  | 4  | 0  | 2  | 6  | 5  | +1 |
| Gamba Osaka         | 10  | 6  | 3  | 1  | 2  | 10 | 6  | +4 |
| JEF United Chiba    | 9   | 6  | 3  | 0  | 3  | 7  | 5  | +2 |
| Vissel Kobe         | 4   | 6  | 1  | 1  | 4  | 6  | 13 | -7 |

| \| Fecha \| Lugar \| Local \| Resultado \| Visitante \| \| ----------- \| --------- \| ------------------- \| --------- \| ------------------- \| \| 21 de marzo \| Hiroshima \| Sanfrecce Hiroshima \| 0:3 \| Gamba Osaka \| \| 21 de marzo \| Kōbe \| Vissel Kobe \| 1:4 \| JEF United Chiba \| \| 25 de marzo \| Suita \| Gamba Osaka \| 2:2 \| Vissel Kobe \| \| 25 de marzo \| Chiba \| JEF United Chiba \| 2:1 \| Sanfrecce Hiroshima \| \| 4 de abril \| Hiroshima \| Sanfrecce Hiroshima \| 2:0 \| Vissel Kobe \| \| 4 de abril \| Suita \| Gamba Osaka \| 0:1 \| JEF United Chiba \| \| 11 de abril \| Kōbe \| Vissel Kobe \| 0:1 \| Sanfrecce Hiroshima \| \| 11 de abril \| Chiba \| JEF United Chiba \| 0:1 \| Gamba Osaka \| \| 9 de mayo \| Suita \| Gamba Osaka \| 0:1 \| Sanfrecce Hiroshima \| \| 9 de mayo \| Chiba \| JEF United Chiba \| 0:1 \| Vissel Kobe \| \| 23 de mayo \| Kōbe \| Vissel Kobe \| 2:4 \| Gamba Osaka \| \| 23 de mayo \| Hiroshima \| Sanfrecce Hiroshima \| 1:0 \| JEF United Chiba \| |           |                     |           |                     |
| Fecha | Lugar     | Local               | Resultado | Visitante           |
| 21 de marzo | Hiroshima | Sanfrecce Hiroshima | 0:3       | Gamba Osaka         |
| 21 de marzo | Kōbe      | Vissel Kobe         | 1:4       | JEF United Chiba    |
| 25 de marzo | Suita     | Gamba Osaka         | 2:2       | Vissel Kobe         |
| 25 de marzo | Chiba     | JEF United Chiba    | 2:1       | Sanfrecce Hiroshima |
| 4 de abril | Hiroshima | Sanfrecce Hiroshima | 2:0       | Vissel Kobe         |
| 4 de abril | Suita     | Gamba Osaka         | 0:1       | JEF United Chiba    |
| 11 de abril | Kōbe      | Vissel Kobe         | 0:1       | Sanfrecce Hiroshima |
| 11 de abril | Chiba     | JEF United Chiba    | 0:1       | Gamba Osaka         |
| 9 de mayo | Suita     | Gamba Osaka         | 0:1       | Sanfrecce Hiroshima |
| 9 de mayo | Chiba     | JEF United Chiba    | 0:1       | Vissel Kobe         |
| 23 de mayo | Kōbe      | Vissel Kobe         | 2:4       | Gamba Osaka         |
| 23 de mayo | Hiroshima | Sanfrecce Hiroshima | 1:0       | JEF United Chiba    |

### Grupo B
| Equipo              | Pts | PJ | PG | PE | PP | GF | GC | DG |
| ------------------- | --- | -- | -- | -- | -- | -- | -- | -- |
| Yokohama F. Marinos | 8   | 6  | 2  | 2  | 2  | 8  | 7  | +1 |
| Shimizu S-Pulse     | 8   | 6  | 2  | 2  | 2  | 8  | 7  | +1 |
| Kashiwa Reysol      | 8   | 6  | 2  | 2  | 2  | 6  | 6  | 0  |
| Omiya Ardija        | 8   | 6  | 2  | 2  | 2  | 5  | 7  | -2 |

| \| Fecha \| Lugar \| Local \| Resultado \| Visitante \| \| ----------- \| -------- \| ------------------- \| --------- \| ------------------- \| \| 21 de marzo \| Yokohama \| Yokohama F. Marinos \| 0:1 \| Omiya Ardija \| \| 21 de marzo \| Kashiwa \| Kashiwa Reysol \| 2:1 \| Shimizu S-Pulse \| \| 25 de marzo \| Saitama \| Omiya Ardija \| 2:1 \| Kashiwa Reysol \| \| 25 de marzo \| Shizuoka \| Shimizu S-Pulse \| 2:2 \| Yokohama F. Marinos \| \| 4 de abril \| Kashiwa \| Kashiwa Reysol \| 0:0 \| Omiya Ardija \| \| 4 de abril \| Yokohama \| Yokohama F. Marinos \| 2:0 \| Shimizu S-Pulse \| \| 11 de abril \| Shizuoka \| Shimizu S-Pulse \| 0:0 \| Kashiwa Reysol \| \| 11 de abril \| Saitama \| Omiya Ardija \| 1:1 \| Yokohama F. Marinos \| \| 9 de mayo \| Yokohama \| Yokohama F. Marinos \| 3:0 \| Kashiwa Reysol \| \| 9 de mayo \| Saitama \| Omiya Ardija \| 1:2 \| Shimizu S-Pulse \| \| 23 de mayo \| Kashiwa \| Kashiwa Reysol \| 3:0 \| Yokohama F. Marinos \| \| 23 de mayo \| Shizuoka \| Shimizu S-Pulse \| 3:0 \| Omiya Ardija \| |          |                     |           |                     |
| Fecha | Lugar    | Local               | Resultado | Visitante           |
| 21 de marzo | Yokohama | Yokohama F. Marinos | 0:1       | Omiya Ardija        |
| 21 de marzo | Kashiwa  | Kashiwa Reysol      | 2:1       | Shimizu S-Pulse     |
| 25 de marzo | Saitama  | Omiya Ardija        | 2:1       | Kashiwa Reysol      |
| 25 de marzo | Shizuoka | Shimizu S-Pulse     | 2:2       | Yokohama F. Marinos |
| 4 de abril | Kashiwa  | Kashiwa Reysol      | 0:0       | Omiya Ardija        |
| 4 de abril | Yokohama | Yokohama F. Marinos | 2:0       | Shimizu S-Pulse     |
| 11 de abril | Shizuoka | Shimizu S-Pulse     | 0:0       | Kashiwa Reysol      |
| 11 de abril | Saitama  | Omiya Ardija        | 1:1       | Yokohama F. Marinos |
| 9 de mayo | Yokohama | Yokohama F. Marinos | 3:0       | Kashiwa Reysol      |
| 9 de mayo | Saitama  | Omiya Ardija        | 1:2       | Shimizu S-Pulse     |
| 23 de mayo | Kashiwa  | Kashiwa Reysol      | 3:0       | Yokohama F. Marinos |
| 23 de mayo | Shizuoka | Shimizu S-Pulse     | 3:0       | Omiya Ardija        |

### Grupo C
| Equipo        | Pts | PJ | PG | PE | PP | GF | GC | DG |
| ------------- | --- | -- | -- | -- | -- | -- | -- | -- |
| F.C. Tokyo    | 10  | 6  | 3  | 1  | 2  | 7  | 7  | 0  |
| Yokohama F.C. | 9   | 6  | 3  | 0  | 3  | 6  | 5  | +1 |
| Oita Trinita  | 9   | 6  | 3  | 0  | 3  | 6  | 6  | 0  |
| Júbilo Iwata  | 7   | 6  | 2  | 1  | 3  | 7  | 8  | -1 |

| \| Fecha \| Lugar \| Local \| Resultado \| Visitante \| \| ----------- \| -------- \| ------------- \| --------- \| ------------- \| \| 21 de marzo \| Ōita \| Oita Trinita \| 1:0 \| Yokohama F.C. \| \| 21 de marzo \| Iwata \| Júbilo Iwata \| 2:2 \| F.C. Tokyo \| \| 25 de marzo \| Chōfu \| F.C. Tokyo \| 0:2 \| Oita Trinita \| \| 25 de marzo \| Yokohama \| Yokohama F.C. \| 2:0 \| Júbilo Iwata \| \| 4 de abril \| Iwata \| Júbilo Iwata \| 0:1 \| Yokohama F.C. \| \| 4 de abril \| Ōita \| Oita Trinita \| 0:1 \| F.C. Tokyo \| \| 11 de abril \| Yokohama \| Yokohama F.C. \| 1:2 \| Oita Trinita \| \| 11 de abril \| Tokio \| F.C. Tokyo \| 2:1 \| Júbilo Iwata \| \| 9 de mayo \| Iwata \| Júbilo Iwata \| 1:0 \| Oita Trinita \| \| 9 de mayo \| Tokio \| F.C. Tokyo \| 0:1 \| Yokohama F.C. \| \| 23 de mayo \| Ōita \| Oita Trinita \| 1:3 \| Júbilo Iwata \| \| 23 de mayo \| Yokohama \| Yokohama F.C. \| 1:2 \| F.C. Tokyo \| |          |               |           |               |
| Fecha | Lugar    | Local         | Resultado | Visitante     |
| 21 de marzo | Ōita     | Oita Trinita  | 1:0       | Yokohama F.C. |
| 21 de marzo | Iwata    | Júbilo Iwata  | 2:2       | F.C. Tokyo    |
| 25 de marzo | Chōfu    | F.C. Tokyo    | 0:2       | Oita Trinita  |
| 25 de marzo | Yokohama | Yokohama F.C. | 2:0       | Júbilo Iwata  |
| 4 de abril | Iwata    | Júbilo Iwata  | 0:1       | Yokohama F.C. |
| 4 de abril | Ōita     | Oita Trinita  | 0:1       | F.C. Tokyo    |
| 11 de abril | Yokohama | Yokohama F.C. | 1:2       | Oita Trinita  |
| 11 de abril | Tokio    | F.C. Tokyo    | 2:1       | Júbilo Iwata  |
| 9 de mayo | Iwata    | Júbilo Iwata  | 1:0       | Oita Trinita  |
| 9 de mayo | Tokio    | F.C. Tokyo    | 0:1       | Yokohama F.C. |
| 23 de mayo | Ōita     | Oita Trinita  | 1:3       | Júbilo Iwata  |
| 23 de mayo | Yokohama | Yokohama F.C. | 1:2       | F.C. Tokyo    |

### Grupo D
| Equipo               | Pts | PJ | PG | PE | PP | GF | GC | DG |
| -------------------- | --- | -- | -- | -- | -- | -- | -- | -- |
| Kashima Antlers      | 12  | 6  | 4  | 0  | 2  | 12 | 7  | +5 |
| Ventforet Kofu       | 10  | 6  | 3  | 1  | 2  | 5  | 6  | -1 |
| Albirex Niigata      | 9   | 6  | 2  | 3  | 1  | 8  | 6  | +2 |
| Nagoya Grampus Eight | 2   | 6  | 0  | 2  | 4  | 5  | 11 | -6 |

| \| Fecha \| Lugar \| Local \| Resultado \| Visitante \| \| ----------- \| ------- \| -------------------- \| --------- \| -------------------- \| \| 21 de marzo \| Niigata \| Albirex Niigata \| 3:1 \| Kashima Antlers \| \| 21 de marzo \| Kōfu \| Ventforet Kofu \| 2:1 \| Nagoya Grampus Eight \| \| 25 de marzo \| Kashima \| Kashima Antlers \| 2:1 \| Albirex Niigata \| \| 25 de marzo \| Nagoya \| Nagoya Grampus Eight \| 0:1 \| Ventforet Kofu \| \| 4 de abril \| Kashima \| Kashima Antlers \| 0:1 \| Ventforet Kofu \| \| 4 de abril \| Nagoya \| Nagoya Grampus Eight \| 2:2 \| Albirex Niigata \| \| 11 de abril \| Kashima \| Kashima Antlers \| 2:1 \| Nagoya Grampus Eight \| \| 11 de abril \| Niigata \| Albirex Niigata \| 2:1 \| Ventforet Kofu \| \| 9 de mayo \| Nagoya \| Nagoya Grampus Eight \| 1:4 \| Kashima Antlers \| \| 9 de mayo \| Kōfu \| Ventforet Kofu \| 0:0 \| Albirex Niigata \| \| 23 de mayo \| Kōfu \| Ventforet Kofu \| 0:3 \| Kashima Antlers \| \| 23 de mayo \| Niigata \| Albirex Niigata \| 0:0 \| Nagoya Grampus Eight \| |         |                      |           |                      |
| Fecha | Lugar   | Local                | Resultado | Visitante            |
| 21 de marzo | Niigata | Albirex Niigata      | 3:1       | Kashima Antlers      |
| 21 de marzo | Kōfu    | Ventforet Kofu       | 2:1       | Nagoya Grampus Eight |
| 25 de marzo | Kashima | Kashima Antlers      | 2:1       | Albirex Niigata      |
| 25 de marzo | Nagoya  | Nagoya Grampus Eight | 0:1       | Ventforet Kofu       |
| 4 de abril | Kashima | Kashima Antlers      | 0:1       | Ventforet Kofu       |
| 4 de abril | Nagoya  | Nagoya Grampus Eight | 2:2       | Albirex Niigata      |
| 11 de abril | Kashima | Kashima Antlers      | 2:1       | Nagoya Grampus Eight |
| 11 de abril | Niigata | Albirex Niigata      | 2:1       | Ventforet Kofu       |
| 9 de mayo | Nagoya  | Nagoya Grampus Eight | 1:4       | Kashima Antlers      |
| 9 de mayo | Kōfu    | Ventforet Kofu       | 0:0       | Albirex Niigata      |
| 23 de mayo | Kōfu    | Ventforet Kofu       | 0:3       | Kashima Antlers      |
| 23 de mayo | Niigata | Albirex Niigata      | 0:0       | Nagoya Grampus Eight |

### Mejores segundos
Entre los equipos que finalizaron en el segundo lugar de sus respectivos grupos, los dos mejores avanzaron a cuartos de final.
| Equipo          | Gr | Pts | PJ | PG | PE | PP | GF | GC | DG |
| --------------- | -- | --- | -- | -- | -- | -- | -- | -- | -- |
| Gamba Osaka     | A  | 10  | 6  | 3  | 1  | 2  | 10 | 6  | +4 |
| Ventforet Kofu  | D  | 10  | 6  | 3  | 1  | 2  | 5  | 6  | -1 |
| Yokohama F.C.   | C  | 9   | 6  | 3  | 0  | 3  | 6  | 5  | +1 |
| Shimizu S-Pulse | B  | 8   | 6  | 2  | 2  | 2  | 8  | 7  | +1 |

## Fase final

### Cuadro de desarrollo
|  | Cuartos de final         | Cuartos de final | Cuartos de final    |   |                   | Semifinales        | Semifinales        | Semifinales        |  |                   | Final          | Final          |  |
|  | 7 al 15 de julio         | 7 al 15 de julio | 7 al 15 de julio    |   |                   | 10 y 13 de octubre | 10 y 13 de octubre | 10 y 13 de octubre |  |                   | 3 de noviembre | 3 de noviembre |  |
|  |                          |                  |                     |   |                   |                    |                    |                    |  |                   |                |                |  |
|  |                          |                  |                     |   |                   |                    |                    |                    |  |                   |                |                |  |
|  | Kawasaki Frontale (t.s.) | 2                | 4                   |   |                   |                    |                    |                    |  |                   |                |                |  |
|  | Kawasaki Frontale (t.s.) | 2                | 4                   |   |                   |                    |                    |                    |  |                   |                |                |  |
|  | Ventforet Kofu           | 3                | 2                   |   |                   |                    |                    |                    |  |                   |                |                |  |
|  | Ventforet Kofu           | 3                | 2                   |   | Kawasaki Frontale | 2                  | 4                  |                    |  |                   |                |                |  |
|  |                          |                  |                     |   | Kawasaki Frontale | 2                  | 4                  |                    |  |                   |                |                |  |
|  |                          |                  | Yokohama F. Marinos | 1 | 2                 |                    |                    |                    |  |                   |                |                |  |
|  | F.C. Tokyo               | 1                | Yokohama F. Marinos | 1 | 2                 | 2                  |                    |                    |  |                   |                |                |  |
|  | F.C. Tokyo               | 1                |                     |   |                   |                    |                    |                    |  |                   |                |                |  |
|  | Yokohama F. Marinos      | 0                | 4                   |   |                   |                    |                    |                    |  |                   |                |                |  |
|  | Yokohama F. Marinos      | 0                | 4                   |   |                   |                    |                    |                    |  | Kawasaki Frontale | 0              |                |  |
|  |                          |                  |                     |   |                   |                    |                    |                    |  | Kawasaki Frontale | 0              |                |  |
|  |                          |                  | Gamba Osaka         | 1 |                   |                    |                    |                    |  |                   |                |                |  |
|  | Kashima Antlers          | 0                | Gamba Osaka         | 1 | 3                 |                    |                    |                    |  |                   |                |                |  |
|  | Kashima Antlers          | 0                |                     |   |                   |                    |                    |                    |  |                   |                |                |  |
|  | Sanfrecce Hiroshima      | 1                | 1                   |   |                   |                    |                    |                    |  |                   |                |                |  |
|  | Sanfrecce Hiroshima      | 1                | 1                   |   | Kashima Antlers   | 0                  | 3                  |                    |  |                   |                |                |  |
|  |                          |                  |                     |   | Kashima Antlers   | 0                  | 3                  |                    |  |                   |                |                |  |
|  |                          |                  | Gamba Osaka (v)     | 1 | 2                 |                    |                    |                    |  |                   |                |                |  |
|  | Gamba Osaka              | 1                | Gamba Osaka (v)     | 1 | 2                 | 5                  |                    |                    |  |                   |                |                |  |
|  | Gamba Osaka              | 1                |                     |   |                   |                    |                    |                    |  |                   |                |                |  |
|  | Urawa Red Diamonds       | 1                | 2                   |   |                   |                    |                    |                    |  |                   |                |                |  |
|  | Urawa Red Diamonds       | 1                | 2                   |   |                   |                    |                    |                    |  |                   |                |                |  |
|  |                          |                  |                     |   |                   |                    |                    |                    |  |                   |                |                |  |

- En cuartos de final y semifinales, el equipo de arriba es el que ejerció la localía en el partido de vuelta.
- Los horarios de los partidos corresponden al huso horario de Japón: (UTC+9)

### Cuartos de final
| 7 de julio de 2007, 18:30 | Ventforet Kofu    | 3:2 (2:1) | Kawasaki Frontale        | Estadio Yamanashi Chuo Bank, Kōfu                       |                                                         |
|                           | Sudō 5', 31', 89' | Reporte   | 26' (a.g.) · Juninho 56' | Asistencia: 11.187 espectadores Árbitro(s): Minoru Tōjō | Asistencia: 11.187 espectadores Árbitro(s): Minoru Tōjō |

| 15 de julio de 2007, 19:00 | Kawasaki Frontale                                 | 4:2 (3:2, 1:1) (t. s.) | Ventforet Kofu | Estadio Nacional, Tokio                                    |                                                            |
|                            | Taniguchi 29', 64' · T.S. Jong 88' · Kurotsu 113' | Reporte                | Sudō 12', 74'  | Asistencia: 10.107 espectadores Árbitro(s): Jōji Kashihara | Asistencia: 10.107 espectadores Árbitro(s): Jōji Kashihara |

| 8 de julio de 2007, 19:00 | Yokohama F. Marinos | 0:1 (0:0) | F.C. Tokyo | Estadio Mitsuzawa, Yokohama                               |                                                           |
|                           |                     | Reporte   | Suzuki 45' | Asistencia: 13.420 espectadores Árbitro(s): Hajime Matsuo | Asistencia: 13.420 espectadores Árbitro(s): Hajime Matsuo |

| 14 de julio de 2007, 18:30 | F.C. Tokyo                  | 2:4 (0:1) | Yokohama F. Marinos                        | Estadio Ajinomoto, Chōfu                                       |                                                                |
|                            | Ishikawa 78' · Kanazawa 87' | Reporte   | Yamase 19' · Ōshima 48', 68' · Marques 72' | Asistencia: 17.044 espectadores Árbitro(s): Hiroyoshi Takayama | Asistencia: 17.044 espectadores Árbitro(s): Hiroyoshi Takayama |

| 8 de julio de 2007, 18:00 | Sanfrecce Hiroshima | 1:0 (1:0) | Kashima Antlers | Estadio del Gran Arco, Hiroshima                          |                                                           |
|                           | Hattori 23'         | Reporte   |                 | Asistencia: 7.086 espectadores Árbitro(s): Masaaki Iemoto | Asistencia: 7.086 espectadores Árbitro(s): Masaaki Iemoto |

| 15 de julio de 2007, 18:30 | Kashima Antlers                  | 3:1 (2:0) | Sanfrecce Hiroshima | Estadio de Kashima, Kashima                                |                                                            |
|                            | Marquinhos 15', 40' · Nozawa 47' | Reporte   | Uéslei 63'          | Asistencia: 8.647 espectadores Árbitro(s): Masayoshi Okada | Asistencia: 8.647 espectadores Árbitro(s): Masayoshi Okada |

| 7 de julio de 2007, 18:00 | Urawa Red Diamonds | 1:1 (1:0) | Gamba Osaka   | Estadio Saitama 2002, Saitama                           |                                                         |
|                           | Ono 12'            | Reporte   | Yamaguchi 87' | Asistencia: 44.609 espectadores Árbitro(s): Kenji Ōgiya | Asistencia: 44.609 espectadores Árbitro(s): Kenji Ōgiya |

| 14 de julio de 2007, 19:00 | Gamba Osaka                                                         | 5:2 (3:1) | Urawa Red Diamonds      | Estadio de la Expo '70 de Osaka, Suita                         |                                                                |
|                            | Sidiclei 9' · Yamaguchi 31' · Bando 41' · Futagawa 51' · Ienaga 54' | Reporte   | Nagai 17' · Hosogai 63' | Asistencia: 14.213 espectadores Árbitro(s): Toshimitsu Yoshida | Asistencia: 14.213 espectadores Árbitro(s): Toshimitsu Yoshida |

### Semifinales
| 10 de octubre de 2007, 19:00 | Yokohama F. Marinos | 1:2 (0:1) | Kawasaki Frontale | Estadio Internacional, Yokohama                         |                                                         |
|                              | Yamase 47'          | Reporte   | Juninho 8', 59'   | Asistencia: 11.181 espectadores Árbitro(s): Kenji Ōgiya | Asistencia: 11.181 espectadores Árbitro(s): Kenji Ōgiya |

| 13 de octubre de 2007, 15:00 | Kawasaki Frontale                                   | 4:2 (3:2) | Yokohama F. Marinos    | Estadio Atlético Todoroki, Kawasaki                         |                                                             |
|                              | Itō 20' · T.S. Jong 23' · Juninho 35' · Kurotsu 89' | Reporte   | Ōshima 7' · Sakata 37' | Asistencia: 15.948 espectadores Árbitro(s): Masayoshi Okada | Asistencia: 15.948 espectadores Árbitro(s): Masayoshi Okada |

| 10 de octubre de 2007, 19:00 | Gamba Osaka | 1:0 (0:0) | Kashima Antlers | Estadio de la Expo '70 de Osaka, Suita                    |                                                           |
|                              | Endō 57'    | Reporte   |                 | Asistencia: 8.157 espectadores Árbitro(s): Jōji Kashihara | Asistencia: 8.157 espectadores Árbitro(s): Jōji Kashihara |

| 13 de octubre de 2007, 15:00 | Kashima Antlers                   | 3:2 (2:0) | Gamba Osaka              | Estadio de Kashima, Kashima                                  |                                                              |
|                              | Motoyama 41', 44' · Ogasawara 51' | Reporte   | Bando 49' · Sidiclei 66' | Asistencia: 16.279 espectadores Árbitro(s): Yūichi Nishimura | Asistencia: 16.279 espectadores Árbitro(s): Yūichi Nishimura |

### Final
| 3 de noviembre de 2007, 13:39 | Kawasaki Frontale | 0:1 (0:0) | Gamba Osaka | Estadio Nacional, Tokio                                        |                                                                |
|                               |                   | Reporte   | Yasuda 55'  | Asistencia: 41.569 espectadores Árbitro(s): Toshimitsu Yoshida | Asistencia: 41.569 espectadores Árbitro(s): Toshimitsu Yoshida |

#### Detalles
| 1          | Guardameta     | Eiji Kawashima     |     |
| 5          | Defensa        | Yoshinobu Minowa   |     |
| 3          | Defensa        | Hideki Sahara      | 74' |
| 2          | Defensa        | Hiroki Itō         |     |
| 19         | Centrocampista | Yūsuke Mori        |     |
| 14         | Centrocampista | Kengo Nakamura     |     |
| 29         | Centrocampista | Hiroyuki Taniguchi |     |
| 13         | Centrocampista | Shūhei Terada      |     |
| 24         | Centrocampista | Masahiro Ōhashi    | 63' |
| 16         | Delantero      | Jong Tae-Se        | 78' |
| 10         | Delantero      | Juninho            |     |
| Entrenador | Entrenador     | Takashi Sekizuka   |     |

| 22         | Guardameta     | Yōsuke Fujigaya   |     |
| 21         | Defensa        | Akira Kaji        |     |
| 5          | Defensa        | Sidiclei          |     |
| 6          | Defensa        | Satoshi Yamaguchi |     |
| 13         | Defensa        | Michihiro Yasuda  |     |
| 17         | Centrocampista | Tomokazu Myōjin   |     |
| 27         | Centrocampista | Hideo Hashimoto   |     |
| 7          | Centrocampista | Yasuhito Endō     |     |
| 10         | Centrocampista | Takahiro Futagawa |     |
| 18         | Delantero      | Baré              | 89' |
| 9          | Delantero      | Magno Alves       |     |
| Entrenador | Entrenador     | Akira Nishino     |     |

| 23 | Delantero      | Satoshi Kukino    | 63' |
| 6  | Centrocampista | Takahiro Kawamura | 74' |
| 7  | Delantero      | Masaru Kurotsu    | 78' |

| 11 | Delantero | Ryūji Bando | 89' |

| Anotado | 55' | Michihiro Yasuda | 0-1 |

| Amonestado | 44' | Hideki Sahara |

| Amonestado | 19' | Sidiclei        |
| Amonestado | 79' | Yōsuke Fujigaya |
| Amonestado | 83' | Yasuhito Endō   |

| Árbitro             | Toshimitsu Yoshida |
| Árbitros asistentes | Hiroshi Yamaguchi  |
| Árbitros asistentes | Kazuhiro Miyajima  |
| Cuarto árbitro      | Masaaki Iemoto     |

| 1          | Guardameta     | Eiji Kawashima     |     |
| 5          | Defensa        | Yoshinobu Minowa   |     |
| 3          | Defensa        | Hideki Sahara      | 74' |
| 2          | Defensa        | Hiroki Itō         |     |
| 19         | Centrocampista | Yūsuke Mori        |     |
| 14         | Centrocampista | Kengo Nakamura     |     |
| 29         | Centrocampista | Hiroyuki Taniguchi |     |
| 13         | Centrocampista | Shūhei Terada      |     |
| 24         | Centrocampista | Masahiro Ōhashi    | 63' |
| 16         | Delantero      | Jong Tae-Se        | 78' |
| 10         | Delantero      | Juninho            |     |
| Entrenador | Entrenador     | Takashi Sekizuka   |     |

| 22         | Guardameta     | Yōsuke Fujigaya   |     |
| 21         | Defensa        | Akira Kaji        |     |
| 5          | Defensa        | Sidiclei          |     |
| 6          | Defensa        | Satoshi Yamaguchi |     |
| 13         | Defensa        | Michihiro Yasuda  |     |
| 17         | Centrocampista | Tomokazu Myōjin   |     |
| 27         | Centrocampista | Hideo Hashimoto   |     |
| 7          | Centrocampista | Yasuhito Endō     |     |
| 10         | Centrocampista | Takahiro Futagawa |     |
| 18         | Delantero      | Baré              | 89' |
| 9          | Delantero      | Magno Alves       |     |
| Entrenador | Entrenador     | Akira Nishino     |     |

| 23 | Delantero      | Satoshi Kukino    | 63' |
| 6  | Centrocampista | Takahiro Kawamura | 74' |
| 7  | Delantero      | Masaru Kurotsu    | 78' |

| 11 | Delantero | Ryūji Bando | 89' |

| Anotado | 55' | Michihiro Yasuda | 0-1 |

| Amonestado | 44' | Hideki Sahara |

| Amonestado | 19' | Sidiclei        |
| Amonestado | 79' | Yōsuke Fujigaya |
| Amonestado | 83' | Yasuhito Endō   |

| Árbitro             | Toshimitsu Yoshida |
| Árbitros asistentes | Hiroshi Yamaguchi  |
| Árbitros asistentes | Kazuhiro Miyajima  |
| Cuarto árbitro      | Masaaki Iemoto     |

|                                 |
| Bandera de Prefectura de Osaka  |
| Campeón Gamba Osaka 1.er título |

## Estadísticas

### Goleadores
| Jugador                                   | Club                | Goles | PJ |
| ----------------------------------------- | ------------------- | ----- | -- |
| Daisuke Sudō                              | Ventforet Kofu      | 6     | 8  |
| Baré                                      | Gamba Osaka         | 5     | 7  |
| Yūzō Tashiro                              | Kashima Antlers     | 4     | 5  |
| Masashi Motoyama                          | Kashima Antlers     | 4     | 9  |
| Marquinhos                                | Kashima Antlers     | 4     | 10 |
| Juninho                                   | Kawasaki Frontale   | 4     | 5  |
| Hideo Ōshima                              | Yokohama F. Marinos | 4     | 9  |
| Última actualización: 14 de marzo de 2016 |                     |       |    |

### Mejor Jugador
| Jugador          | Club        |
| ---------------- | ----------- |
| Michihiro Yasuda | Gamba Osaka |

### Premio Nuevo Héroe
El Premio Nuevo Héroe es entregado al mejor jugador del torneo menor de 23 años.
| Jugador          | Club        |
| ---------------- | ----------- |
| Michihiro Yasuda | Gamba Osaka |